# Bajkalovo
Bajkalovo (in russo Байкалово?) è un villaggio dell'oblast' di Sverdlovsk, in Russia; è il centro amministrativo del distretto Bajkalovskij
Si trova 200 km a est-nord-est di Ekaterinburg.